# Móri ütközet
A móri ütközet az 1848–49-es szabadságharc téli hadjáratának egyik ütközete volt melynek során 1848. december 30-án Perczel Mór honvéd tábornok hadteste Mór mellett vereséget szenvedett a Josip Jelačić vezette császári csapatoktól. A vereség a magyar főváros feladásához vezetett és a honvéd haderő – végső összeomlásától eltekintve – legsúlyosabb válságának kezdetét jelentette.

## Előzmények

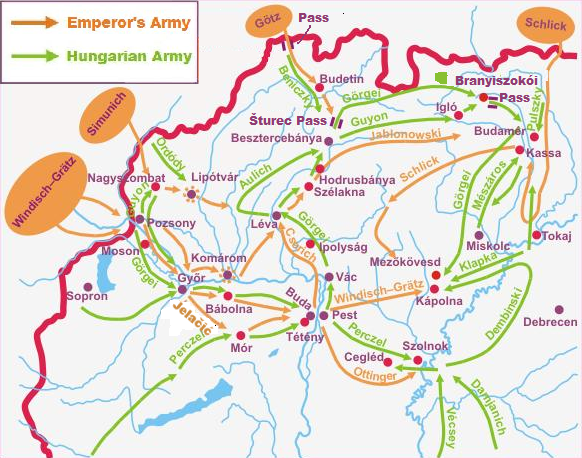
Téli hadjárat 1848-49-ben

1848 késő őszén a nyugat-magyarországi határok védelmét két egymástól távol lévő sereg látta el. Görgei Artúr vezérőrnagy feldunai hadserege a nádasi szorostól a Fertő tó déli partjáig állt szembe Windisch-Grätz herceg főerejével, Perczel Mór vezérőrnagy mintegy tízezer katona élén a Muraközt tartotta megszállva Laval Nugent táborszernagy Dél-Stájerországban állomásozó hadtestével szemben. A magyar katonai vezetés arra számított, hogy 1848 folyamán már nem következik be ellenséges támadás és az egész telet a hadsereg szervezésére és újabb csapatok felállítására fordíthatja. Nem így történt. Windisch-Grätz herceg december 14-én megindította a császári főerők támadását, ezzel megkezdődött a szabadságharc újabb szakasza, melyet szokás téli hadjáratnak is nevezni.
A túlerőben lévő császáriak több ponton is áttörték a magyar védelmet és a feldunai hadsereg megkezdte visszavonulását először Győr, majd a főváros felé. Kossuth megpróbálta Görgeit rábeszélni a harc felvételére és más hadszínterekről sorra rendelte a csapattesteket a feldunai hadsereg megerősítésére. Perczel december 16-án kapott parancsot, hogy vegye fel a kapcsolatot Görgeivel. Ez egyben azt is jelentette, hogy a magyar csapatok harc nélkül feladták a Dunántúl déli részét. Kossuth leveleiben egyre szenvedélyesebben követelte Görgeitől és Perczeltől, hogy vegyék fel a harcot az ellenséggel, „Valami győzelmecskét, édes Móricom! Különben az örökös retiráda lever minden bátorságot a nemzetben” írta Perczelnek. Kossuth hibát követett el, mert tudhatta, hogy a heves természetű Perczelnek csak egy kis biztatás kell, hogy ütközetbe bocsátkozzon. Perczel december 30-án Mór mellett kapta kézhez Kossuth levelét és tanultabb tisztjeinek javaslata ellenére az ütközet vállalása mellett döntött. Csata előtt Perczel elmulasztotta Görgeit értesíteni döntéséről, pedig a Görgey alárendeltségébe tartozó Karger Ferdinánd vezette dandár a csata közelében tartózkodott. Ez ismét felveti az Országos Honvédelmi Bizottmány és Kossuth felelősségét, Perczelt ugyanis nem rendelték Görgei parancsnoksága alá, így Görgei egyébként is csak tanácsot adhatott volna Perczelnek.

## A csata lefolyása

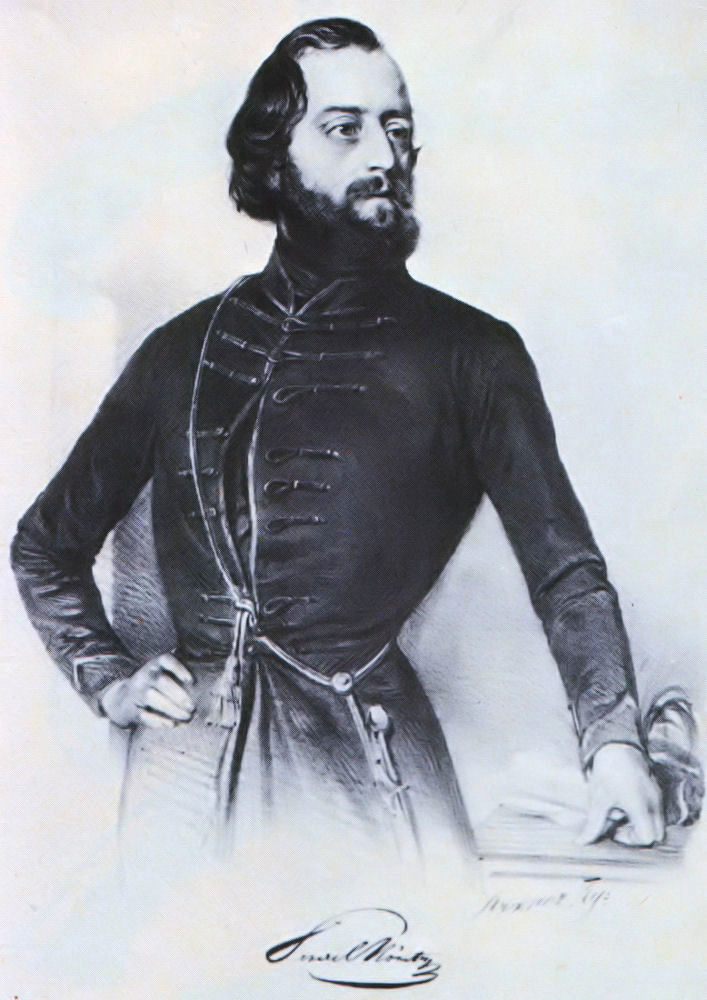
Egy a tábornok emlékirataiban megerősített történet szerint 1848 előtt egy jósnő arra intette Perczel Mórt, hogy óvakodjon a saját nevétől.

Perczel hadteste mintegy hatezerötszáz főből és 24 lövegből állt. A Mórtól északra elfoglalt állás előnytelen volt, mert a kisbéri út felől könnyen áthatolható erdő vette körül, ami megkönnyíthette az ellenség számára a megkerülését. Perczel eltökéltségét csak növelte, hogy állásával szemben először csak kisszámú ellenség tűnt fel. A magyar tábornok elmulasztotta csata előtt a felderítést és így nem volt tisztában azzal, hogy milyen erejű ellenséggel fogja felvenni a harcot.

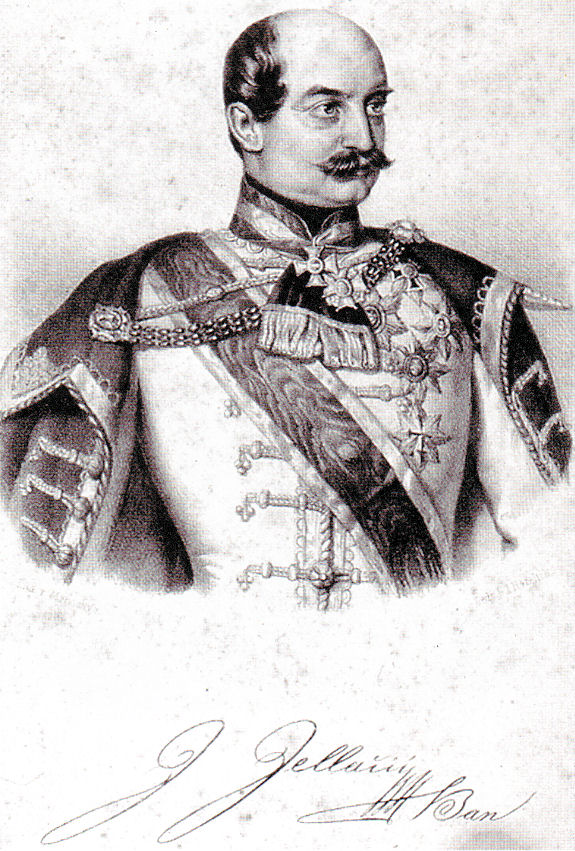
Josip Jelačić bán

Jellasics hadtestének élcsapatát a magyar tüzérség megállította és a magyar gyalogság éppen előnyomulóban volt, mikor megérkezett Jellasics hadtestének többi része, élén Ottinger Ferenc vezérőrnagy lovasdandárával. Az erőviszonyok ezzel jelentősen megváltoztak. Jellasics ereje számszerűen valamivel kevesebb volt mint Perczelé, azonban nehézlovassága háromszoros fölényben volt a magyar huszársággal szemben.
A gyengén felszerelt, csatához nem szokott gyalogság az erélyes lovasroham elől az erdőbe menekült. A tüzérség egy részét a huszárok súlyos veszteségek árán meg tudták menteni, de szétfutott seregét Perczelnek csak Székesfehérváron sikerült rendezni. A magyar veszteség mintegy kétezer-ötszáz fő volt, akiknek túlnyomó része fogságba esett. A lövegek közül is legalább öt az ellenség kezére jutott.

## A vereség következményei
A Perczel „katasztrofális vereségéről” szóló híreknek az lett a következményük, hogy Görgei ismét visszavonult, attól tartva, hogy Jellasics a magyar főerőt déli irányból bekerítheti. A feldunai hadseregnek kellett átvennie valamennyi Budába vezető út védelmét és ez csak a város közvetlen közelében volt megoldható. Ezzel a főváros közvetlen veszélybe került és ezért december 31-én a képviselőház az országgyűlés és a kormány Debrecenbe költözéséről döntött. 1849. január 2-án a fővárosban tartott haditanácson döntés született arról, hogy a hadsereg nem bocsátkozik a kiürített Buda és Pest védelmében csatára. Alig három héttel a téli hadjárat megindítása után, január 5-én Windisch-Grätz bevonult a magyar fővárosba.